# Mesomyia vittata
Mesomyia vittata är en tvåvingeart som först beskrevs av Ricardo 1913.  Mesomyia vittata ingår i släktet Mesomyia och familjen bromsar. Inga underarter finns listade i Catalogue of Life.